# August Cammann
Hermann Christian August Cammann (* 5. August 1814 in Hechthausen; † 11. Dezember 1882 in Hannover) war ein deutscher Jurist und Politiker.

## Leben
Als Sohn eines Pastors geboren, studierte Cammann Rechtswissenschaften in Bonn und Göttingen. Während seines Studiums wurde er 1832 Mitglied der Burschenschaft Marcomannia Bonn, weshalb er in Bonn politisch verfolgt wurde. Nach seinem Studium wurde er Amtmann in Bederkesa, Dornum und Beverstedt. 1848 ging er als Hilfsarbeiter zum Finanzministerium, wo er 1854 Regierungsrat wurde. Von 1856 bis 1862 gehörte der als Abgeordneter für die Städte Clausthal und Zellerfeld der Zweiten Kammer der Hannoverschen Ständeversammlung an. Er war Direktionsmitglied der Hannoverschen Landeskreditanstalt und wurde 1857 Oberzollrat im Hannoverschen Oberzollkollegium, welches ab 1867 Provinzialsteuerdirektion hieß.

## Familie
Am 9. November 1849 heiratete er in Lehe die Wilhelmine Charlotte Friederike Johanne Auguste (* 13. Dezember 1832 in Wittlage; † 12. November 1901 in Hannover), Tochter der Friedrich Ernst Ostermeyer und der Wilhelmine (Emmy) Christine Amalie Müldner, eine Cousine der Karl Müldner von Mülnheim. Aus der Ehe gingen mindestens zwei Töchter hervor:
- Clara Wilhelmine Caroline (* 9. Januar 1851 in Beverstedt; † 27. Oktober 1925 in Hannover), heiratet am 20. April 1875 in Hannover Heinrich Hermann Karl Johannes Bock von Wülfingen.
- Anna Johanna Justina (* 18. August 1852 in Beverstedt).

## Auszeichnungen
- Guelphen-Orden 4. Klasse
- Ritter der Guelphen-Orden mit Schleife
- 1. August 1864 Ritter I. Klasse der Oldenburgischer Haus- und Verdienstorden des Herzogs Peter Friedrich Ludwig